# پری (بازی ویدئویی ۲۰۰۶)
پِری (انگلیسی: Prey) یک بازی ویدئویی در سبک تیراندازی اول شخص است که توسط هیومن هد استودیوز توسعه یافته و به‌وسیلهٔ 2کی گیمز در سال ۲۰۰۶ برای پلت‌فرم‌های لینوکس، اکس‌باکس ۳۶۰، مایکروسافت ویندوز و مک‌اواس منتشر شده‌است.